# Manuel Olivares Lapeña
Manuel Olivares Lapeña   (Son Servera, 2 d'abril de 1909 - Madrid, 16 de febrer de 1976) va ser un futbolista i entrenador de diversos equips espanyols. Actuava a la demarcació de davanter. Va ser jugador i a la vegada entrenador al Reial Saragossa, Hèrcules CF i CD Málaga. Va ser internacional amb la selecció espanyola.

## Biografia

#### Futbolista
De ben jove va anar a viure a Sant Sebastià on va jugar al Avión de San Sebastián. Només hi va jugar una temporada, quan el Deportivo Alavés es va fixar en ell. Va formar part de la primera alineació de l'Alavés a Primera Divisió. Va ser el 7 de desembre de 1930 al partit Reial Societat 2 - 2 Alavés, al qual Olivares va marcar els dos gols del seu equip. Durant la temporada va ser un dels màxims golejadors de la lliga, encara que al final no va aconseguir ser Pitxitxi.
El 1931 va fitxar pel Reial Madrid CF on va jugar 3 temporades. Allà va guanyar 2 lligues i una Copa d'Espanya. En total va jugar 39 partits amb l'equip blanc aconseguint 33 gols. Va guanyar el Trofeu Pitxitxi a la temporada 32-33 marcant 16 gols. A la temporada 34-35 va tornar a les files de la Reial Societat.
Anys més tard, va ser entrenador del Zaragoza CF, tornant a jugar després de la guerra (1939). Va jugar a primera divisió al Zaragoza CF i a l'Hèrcules, a segona al CD Málaga (com a jugador-entrenador) i es va retirar jugant un final de temporada a l'Algeciras CF el 1943 aconseguint l'ascens a tercera divisió.
Olivares va jugar 82 partits a Primera divisió marcant 54 gols.

#### Entrenador
La temporada 1935-1936 va entrenar al Zaragoza CF, a partir de març, durant una temporada a la qual l'equip va quedar segon a la segona divisió, aconseguint l'ascens a primera. L'any següent va esclatar la Guerra Civil espanyola i es va suspendre la lliga.
La temporada 46-47, va tornar a entrenar el Reial Saragossa. Només va estar-hi una temporada, a la qual l'equip aragonès va baixar a Tercera divisió.

### Selecció espanyola
Va ser internacional amb la selecció espanyola una vegada.
Va ser el 14 de juny de 1930 al partit Txecoslovàquia 2 - 0 Espanya.

## Palmarès
| Títol                             | Club        | País    | Any  |
| --------------------------------- | ----------- | ------- | ---- |
| Lliga espanyola                   | Real Madrid | Espanya | 1932 |
| Lliga espanyola                   | Real Madrid | Espanya | 1933 |
| Torneig President de la República | Real Madrid | Espanya | 1934 |